# Магічний Париж 4
«Магічний Париж 4» — кіноальманах, що зібрав вісім коротких фільмів, присвячених одному з найромантичніших міст у світі - Парижу.

## Зміст
Четверта частина кіноальманаху «Магічний Париж», який можна подивитися онлайн, включає в себе вісім коротких оповідань. Новела «Змонтована любов» дає глядачам можливість побачити все те, що зазвичай залишається за кадром під час зйомок мелодрам. Історія «Катарсис» оповідає про сценариста, який перестав відрізняти кіно від реальності. Герой третьої новели мало не покінчив із собою, але його життя врятувала реклама, яка вчасно попалася на очі. У новелі «Неймовірний доктор Хаус» пацієнтка хоче побачити лікаря «з телевізора», а заключна історія і зовсім присвячена любові до зомбі.